# Colonización neerlandesa de América

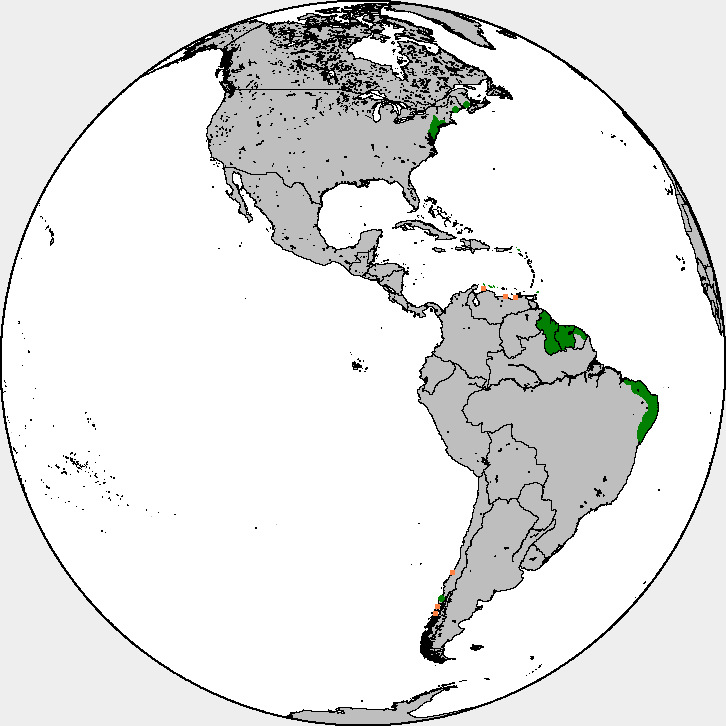
Colonias neerlandesas en América.

La colonización neerlandesa en América consistió en la expansión del imperio neerlandés en América desde el siglo XVI hasta la actualidad.
Las colonias neerlandesas fueron Nuevos Países Bajos, Nieuw-Walcheren, Surinam, Guyana Neerlandesa, Islas Vírgenes Neerlandesas y Brasil Holandés. Además, las antiguas Antillas Neerlandesas han dado lugar a Sint Maarten, Curazao, Aruba, Bonaire, Saba y San Eustaquio, que forman parte del reino de Países Bajos.

## Guayana Neerlandesa (1581-1959)

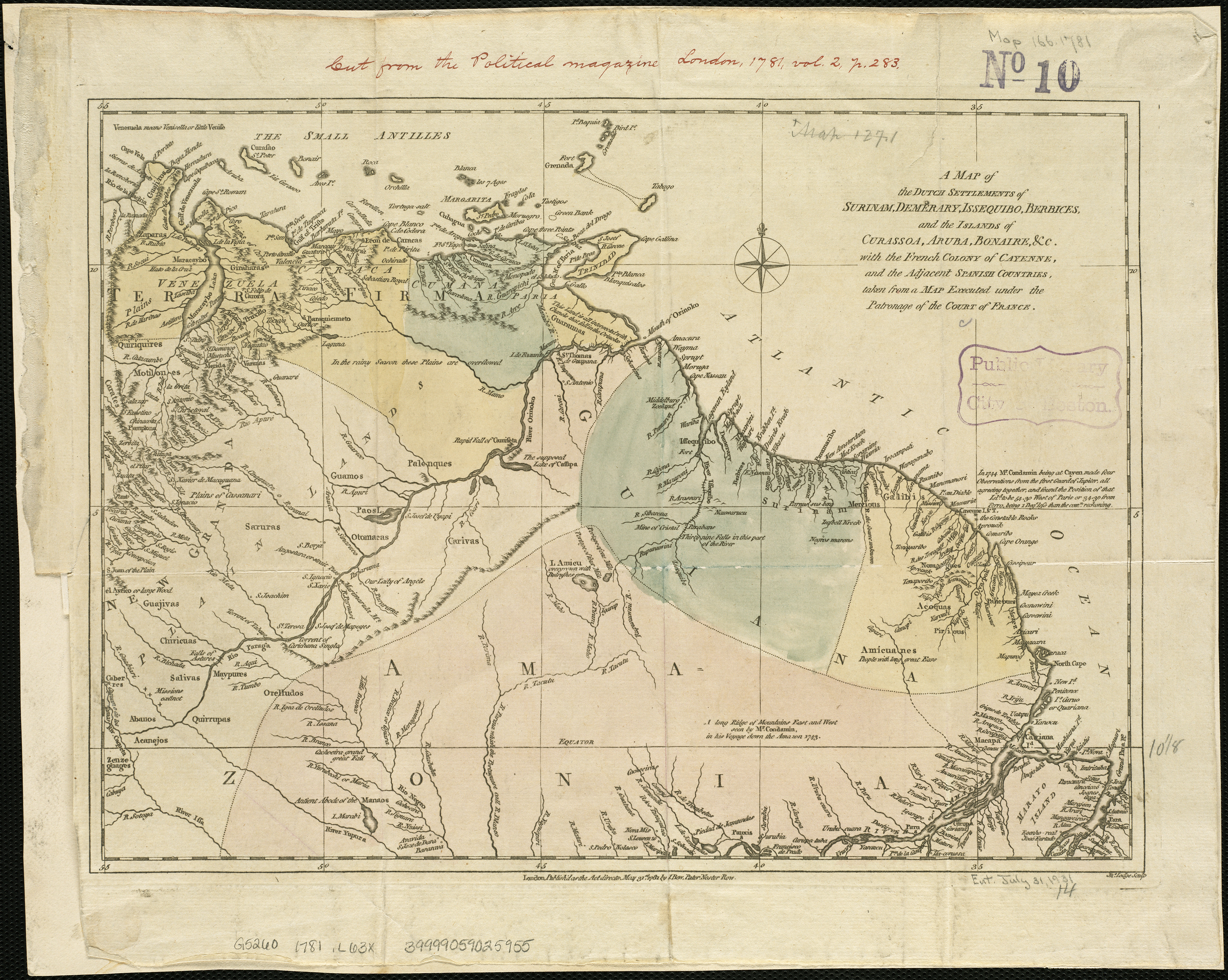
Guayana holandesa, Curazao, Bonaire y Aruba (1781)

Desde finales del siglo siglo XVI la Compañía Neerlandesa de las Indias Occidentales estableció la Guayana Neerlandesa en la denominada Wilde kust. El primer establecimiento fue Nieuw Middelburg en el río Pomeroon (Guayana esequiba - Guyana), fundado en 1581. Durante la guerra luso-neerlandesaa fundaron las colonias de Demerara (1611), Esequibo (1616), Berbice (1627) (Guyana) y ocuparon Cayena (1654) (Guayana Francesa) y Surinam (1667) (Surinam).

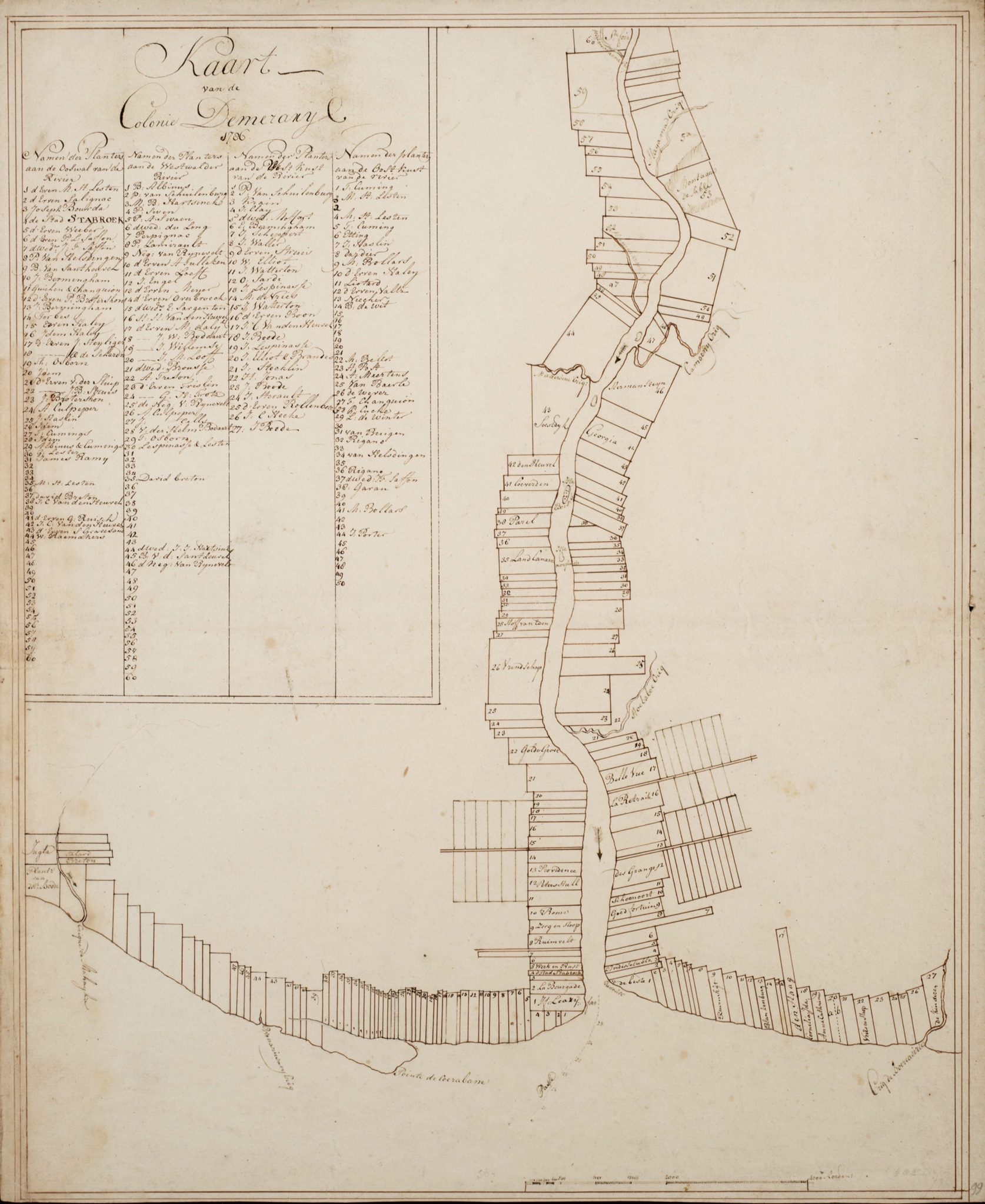
Mapa de los cultivos de caña de azúcar en Demerara (1786), actual Guyana

Su principal actividad era la producción de caña de azúcar con mano de obra esclava procedente del comercio triangular con sus colonias africanas, en un sistema de factorías similar al inglés o portugués. Hasta principios del siglo XIX su gobierno fue concedido a empresas privadas con concesiones monopolísticas como la Compañía de las Indias Occidentales, la Sociedad de Berbice, o la Sociedad de Surinam.
Los Países Bajos se hicieron con el control de la colonia de Cayena de 1660 a 1667, cuando regresó a soberanía francesa dentro de la Guayana Francesa. 
En 1794, tras la tercera guerra anglo-holandesa, las Provincias Unidas de los Países Bajos obtuvieron Surinam a cambio de Nueva Holanda. En el caso de Surinam la práctica totalidad de la producción de azúcar, además de café y cacao a partir del siglo XVIII, se exportaba a Ámsterdam. En Surinam hubo una notable presencia de terratenientes y comerciantes judíos, siendo testimonio la sinagoga Beracha Ve Shalom (1685) de Jodensavanne. Además, la sinagoga de Curazao (1732), es la más antigua del continente americano aun en uso. 
En 1796 los británicos ocuparon Demerara, Esequibo y Berbice, que fueron devueltas a la república Bátava tras la Paz de Amiens (1802). Estas colonias continuaron siendo objeto de negociación en las décadas posteriores en relación con las posesiones del imperio Neerlandés, y finalmente en 1831 pasaron a soberanía inglesa, que las integró en la Guayana Británica. 
En 1975 se le concedió la independencia a la colonia en Suramérica denominada Guayana Neerlandesa, que pasaría a llamarse Surinam. 

## Salinas de Araya (1593-1623)
En 1593 los Países Bajos comenzaron a aprovechar ilegalmente las fabulosas salinas de Araya, en el reino de Tierra Firme español (actual Venezuela). Ante los sucesivos intentos neerlandeses por hacerse con este territorio, España los expulsó en 1605 y nuevamente en 1622 en un combate donde los neerlandeses fueron derrotados pese a su superioridad numérica. En 1630 se levantó la Real Fortaleza de Santiago de Arroyo de Araya cuya dotación permanente evitó nuevos intentos anexionistas neerlandeses desde las vecinas Curazao o Bonaire.   

## Castro (1600)

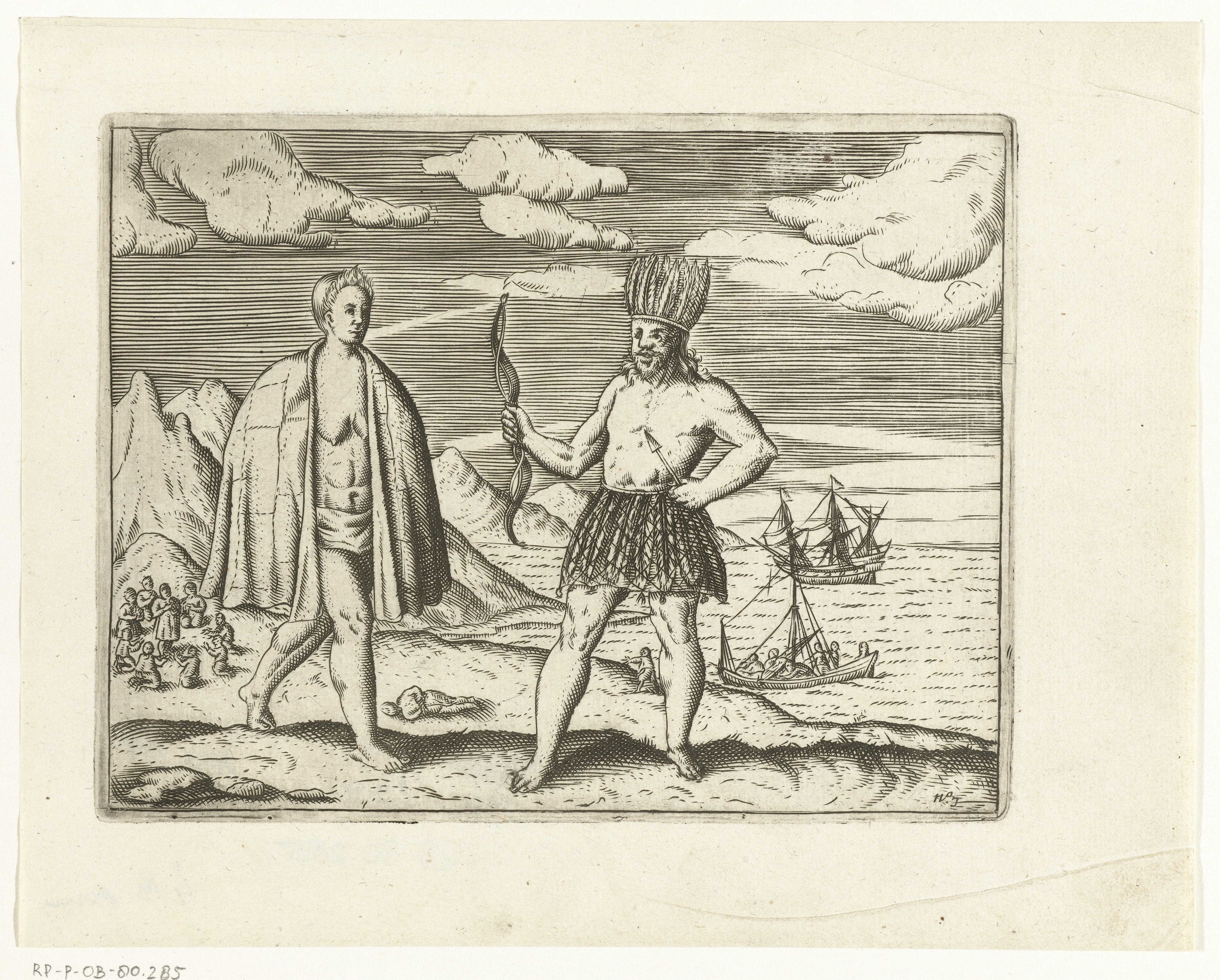
Indios mapuches en la crónica Wijdtloopigh Verhael en el Rijksmuseum (1600)

En 1599 la expedición del corsario holandés Baltazar de Cordes ocupó Castro en la Capitanía General de Chile española (actual Chile). Después de negociar el apoyo de los huilliches en la isla de Chiloé, a cuyos líderes después asesinó, fueron expulsados por los españoles y araucanos tras la batalla de Castro. 

## Nuevos Países Bajos  (1614-1664)

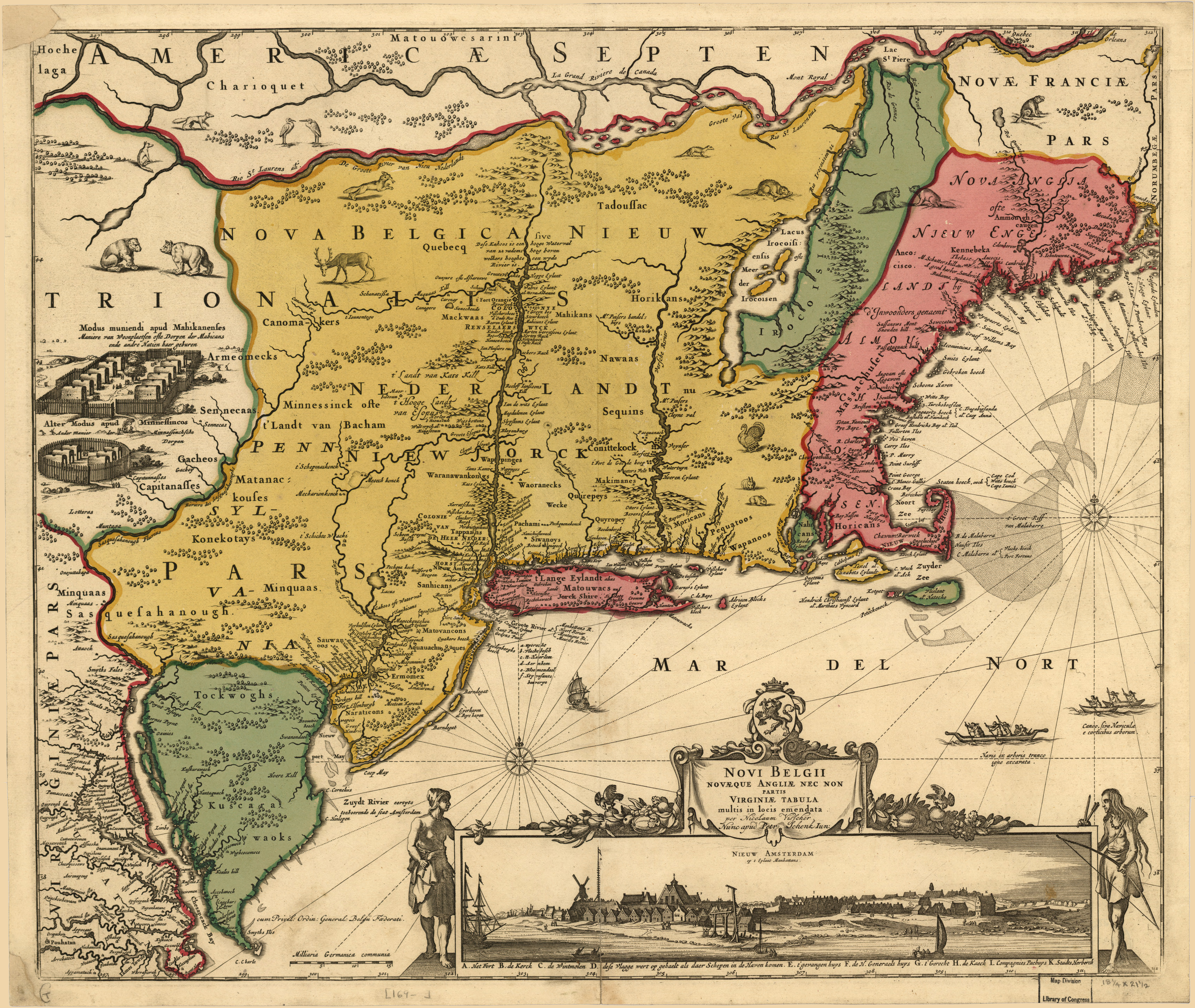
Nuevos Países Bajos, mapa de 1685.

En América del Norte fundaron Nuevos Países Bajos, en el territorio de los actuales estados de Nueva York , Nueva Jersey y Delaware. La colonia fue promovida por la Compañía Neerlandesa de las Indias Occidentales con fuertes como fuerte Oranje (1624) o su capital Nueva Ámsterdam, actual Nueva York (1625) en los  territorios lenape y mohicano, entre otros.

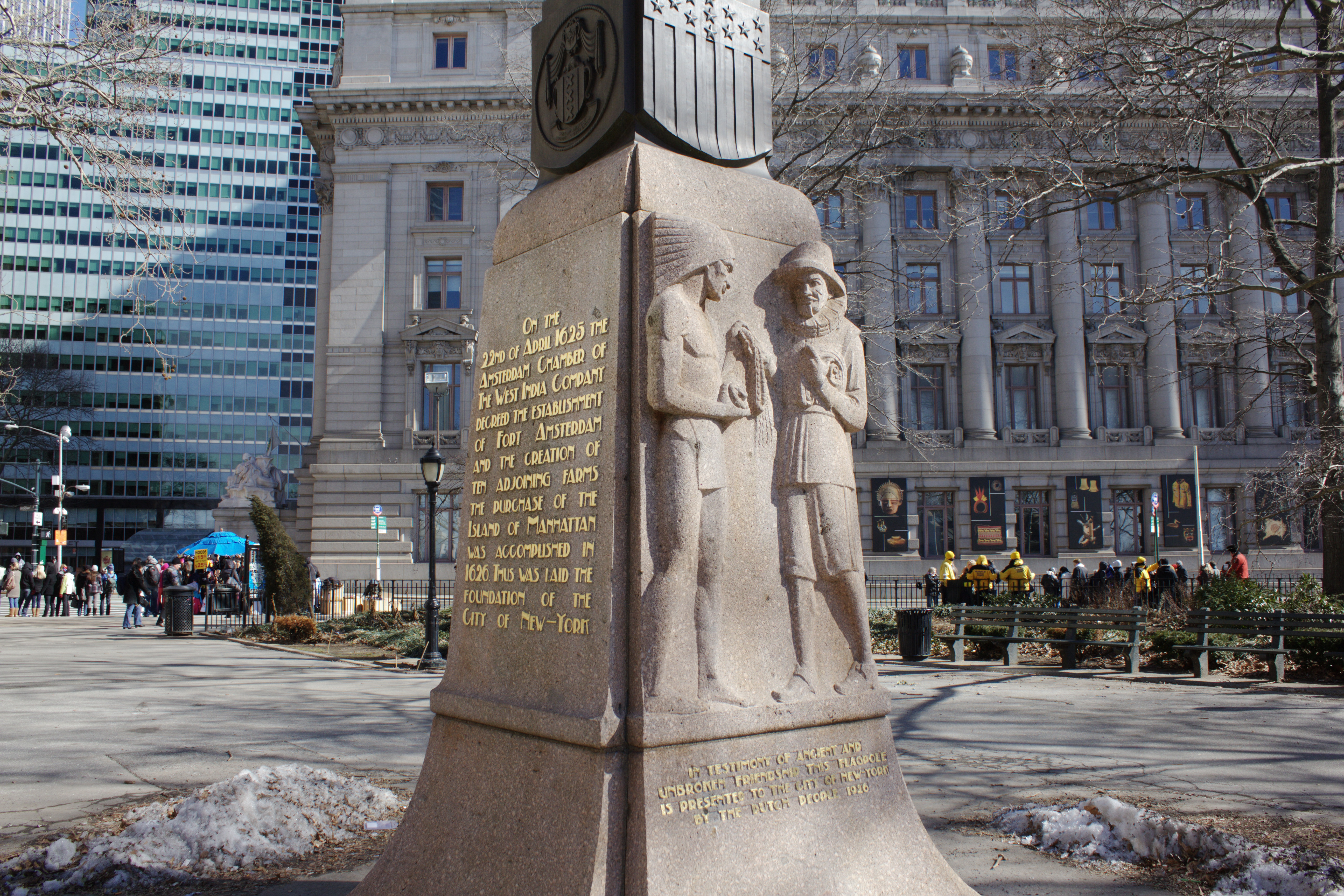
Monumento a Países Bajos en Battery Park, Manhattan (Nueva York, EE. UU.)

La zona había sido reconocida durante la tregua de los doce años con España por el inglés Henry Hudson al servicio de le Compañía Neerlandesa de las Indias Occidentales en 1609. El principal interés económico de las colonias neerlandesas era la actividad peletera, con la explotación de la piel de castor a lo largo de los ríos Hudson, Delaware y Connecticut, principalmente. Los colonos o patroon eran de las iglesias calvinistas reformada neerlandesa y valona, a quienes la Compañía Neerlandesa de las Indias Occidentales concedía patronazgos sobre la tierra. Además, empleaban obra de mano esclava procedente del comercio triangular con sus colonias africanas a través del Brasil holandés.
Los neerlandés propiciaron el establecimiento la colonia sueca de Nueva Suecia de 1638 a 1655, cuando los expulsaron de la colonia. En 1643 los indígenas se rebelaron en la guerra de Kieft, ocupando las poblaciones neerlandesas y arrasando las factorías, siendo los rebeldes aniquilados por la represión neerlandesa. En el momento de máxima expansión la población de la colonia alcanzó los 10.000 habitantes, repartidos principalmente en las ciudades. Testimonio de la presencia neerlandesa en EE. UU. son las familias Roosevelt o Vanderbilt.

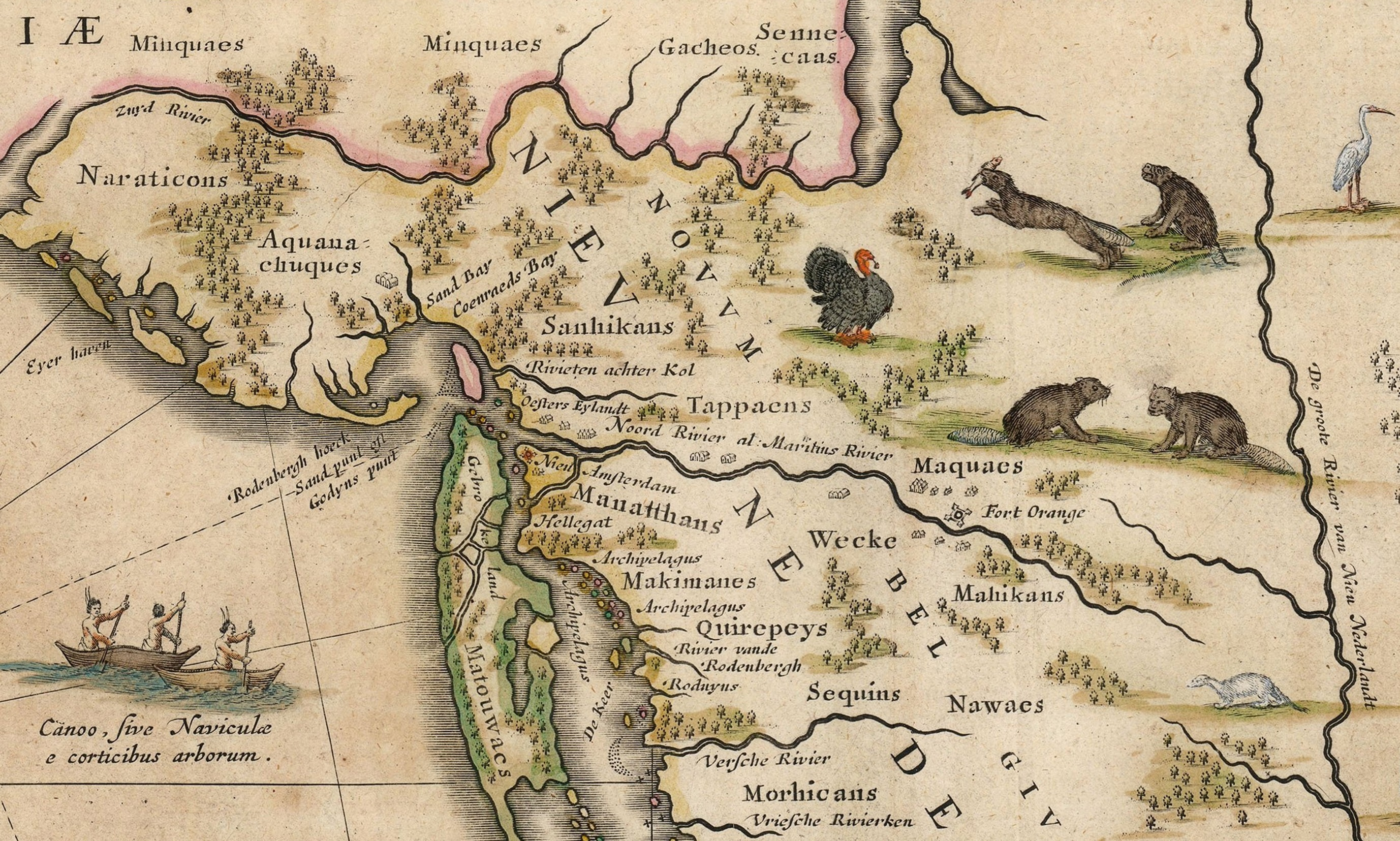
Mapa de Nueva Ámsterdam (1634) con la denominación de los pueblos indígenas originarios algonquinos e iroqueses.

El declive de Nuevos Países Bajos se produjo por las revueltas de los indígenas, la presión anexionista inglesa y la inestabilidad económica y política de la colonia.En 1664 Inglaterra ocupó Nueva Ámsterdam sin encontrar resistencia. Países Bajos, como respuesta, ocupó la inglesa colonia de Surinam. Aunque Nuevos Países bajos fue brevemente recuperada en 1673, tras la tercera guerra anglo-holandesa en 1674 el Guillermo III de Inglaterra, estatúder de Países Bajos y príncipe de Orange, renunció a Nuevos Países Bajos en favor de Inglaterra. Los ingleses la renombraron provincia de Nueva York y los neerlandeses obtuvieron a cambio la soberanía de la Guayana Neerlandesa.

## Islas Vírgenes Neerlandesas (1625-1680)

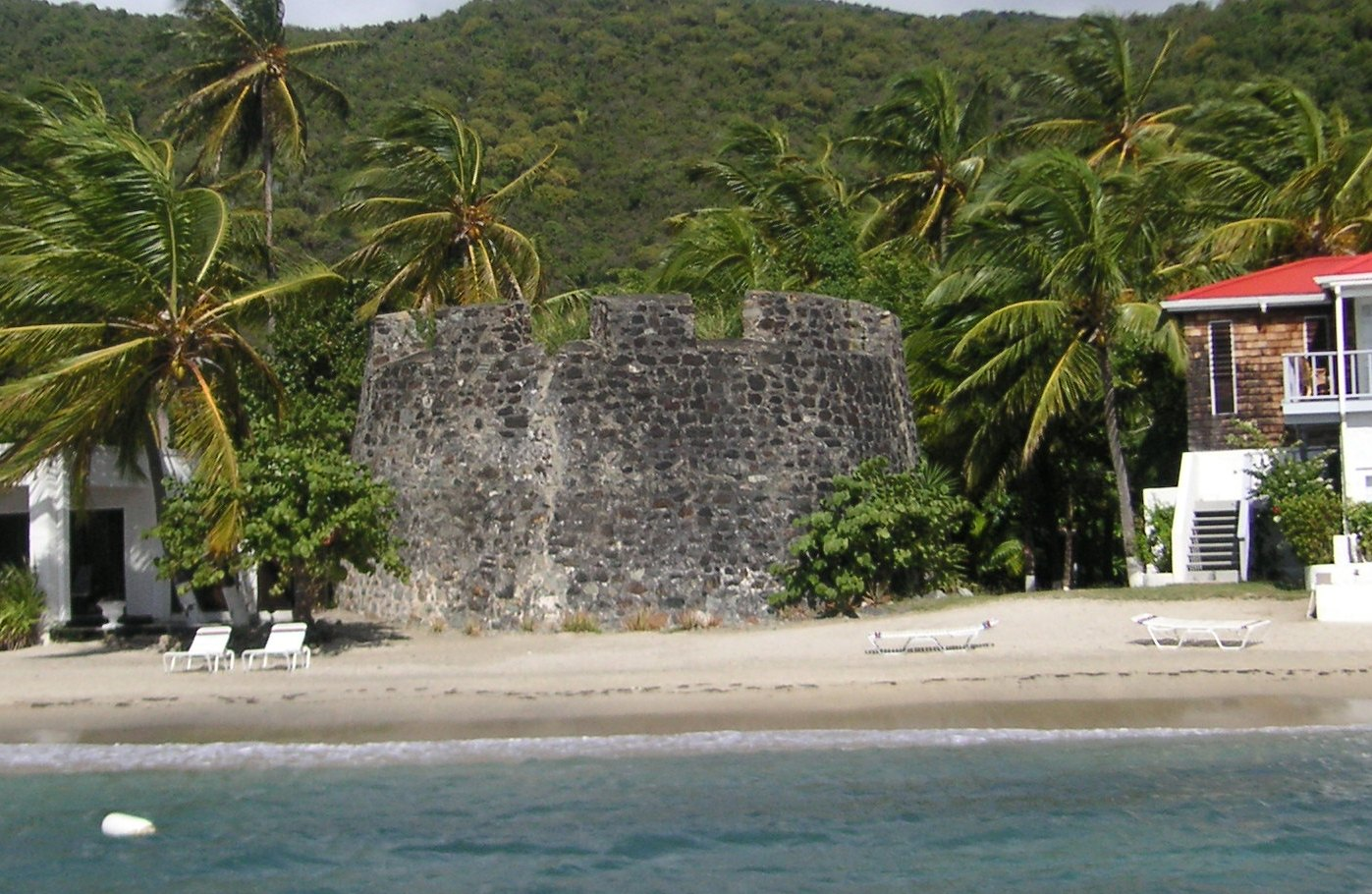
Fort Recovery (Tórtola, Islas Vírgenes Británicas)

Durante el siglo XVII Países Bajos estableció colonias de diversa duración en las actuales Islas Vírgenes de EE.UU., que perdieron en favor del imperio danés e Inglaterra. En 1625 la WIC estableció una colonia en Saint Croix, isla repartida entre Países Bajos e Inglaterra (ambos bajo Guillermo III de Inglaterra), que duró hasta 1650. También ocupó, entre otras, Tórtola de 1648 a 1672 y Santo Tomás de 1657 a 1666. Las Islas Vírgenes fueron algunas de las bases de los piratas que asolaban el Caribe español, entre ellos Joost van Dyk

## Nieuw-Walcheren (sigloxvii)
A lo largo del siglo XVII Países Bajos se estableció en varios periodos en la isla de Tobago en Trinidad y Tobago. La isla cambió de manos de forma sucesiva a lo largo del siglo. Países Bajos a través de la WIC ocupó fort Vlissingen (1628-1637) hasta su expulsión por los españoles desde Trinidad en la provincia de Guyana. Una nueva época de colonia neerlandesa en Tobago tuvo lugar del 1654 a 1666 con varias factorías como de fort Lampsinsberg, promovido por el barón de Tobago Cornelis Lampsins, hasta ser evacuados por Inglaterra. Además, hubo intentos de establecimiento de 1667 a 1672 y en 1677, frustrados por Inglaterra y Francia (por el tratado de Nimega), respectivamente.

## Brasil Neerlandés (1630-1654)

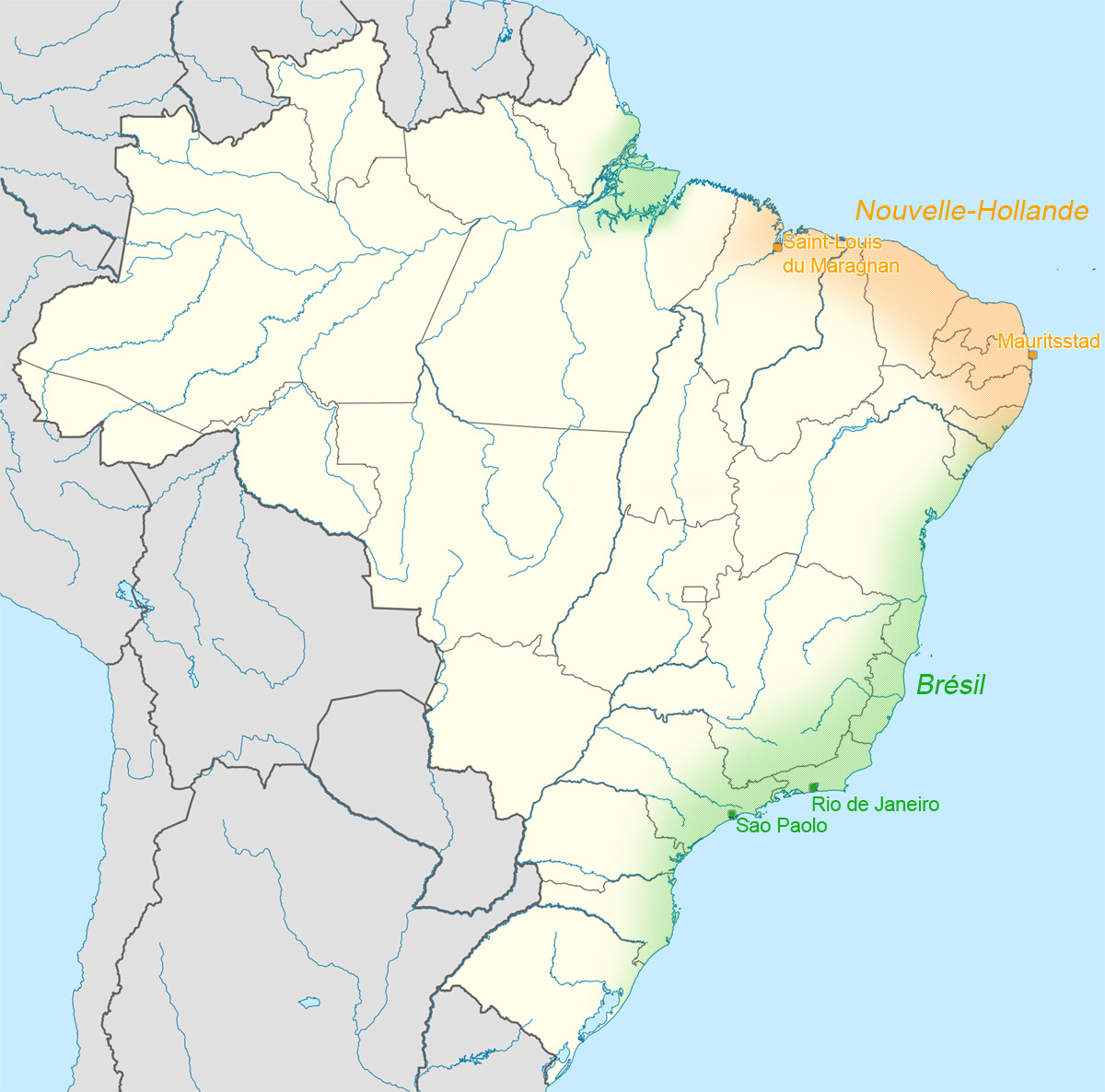
Extensión del Brasil neerlandés en 1644

Durante la guerra luso-neerlandesa contra Portugal los neerlandeses invadieron el Brasil portugués. Tras el intento fallido de ocupar Salvador de Bahía en 1624 en 1628 el corsario Piet Hein asaltó la Flota de Indias española, logrando financiación para nuevas expediciones. En 1630 la expedición de Hendrick Lonck y Cornelius Jol bajo las órdenes de la Compañía Neerlandesa de las Indias Occidentales ocupó Recife y Olinda. Las sucesivas acciones lograron el control de un amplio territorio costero con capital en Mauritsstad (Recife). Los territorios conquistados fueron renombrados como Nova Holanda por el WIC que en 1636 nombró al conde Mauricio de Nassau como gobernador general de las posesiones neerlandesas en Brasil.  

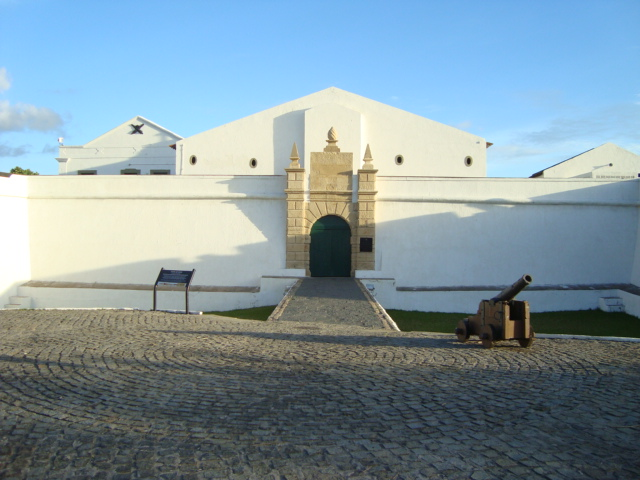
Fuerte de São João Batista do Brum de Recife de 1629 (Pernambuco, Brasil)

El principal interés económico era el comercio monopolístico de la producción de caña de azúcar con mano de obra esclava procedente de las colonias africanas neerlandesas, arrebatadas en muchos casos al imperio Portugués. En 1641 el rey Juan IV de Portugal logró una tregua con los Países Bajos, tras la que el imperio neerlandés se hizo con Sergipe y Maranhão. De esta época datan el Historia naturalis Brasiliae (1648) o la sinagoga Kahal Zur Israel (1637) de Recife. 
La WIC amplió el territorio de la colonia Nova Holanda conquistando João Pessoa, Natal, São Luís, São Cristóvão, Fortaleza y Sirinhaém, y fundó el asentamiento de la ciudad de Mauricio. Después de la partida del conde Mauricio de Nassau en 1644, la colonia entró en decadencia luego de constantes batallas con los portugueses. El fin de la dominación neerlandesa en Brasil se produjo con la firma del Tratado de La Haya en 1661.

## Curazao, Aruba, Bonaire y San Martín (1634-actualidad)

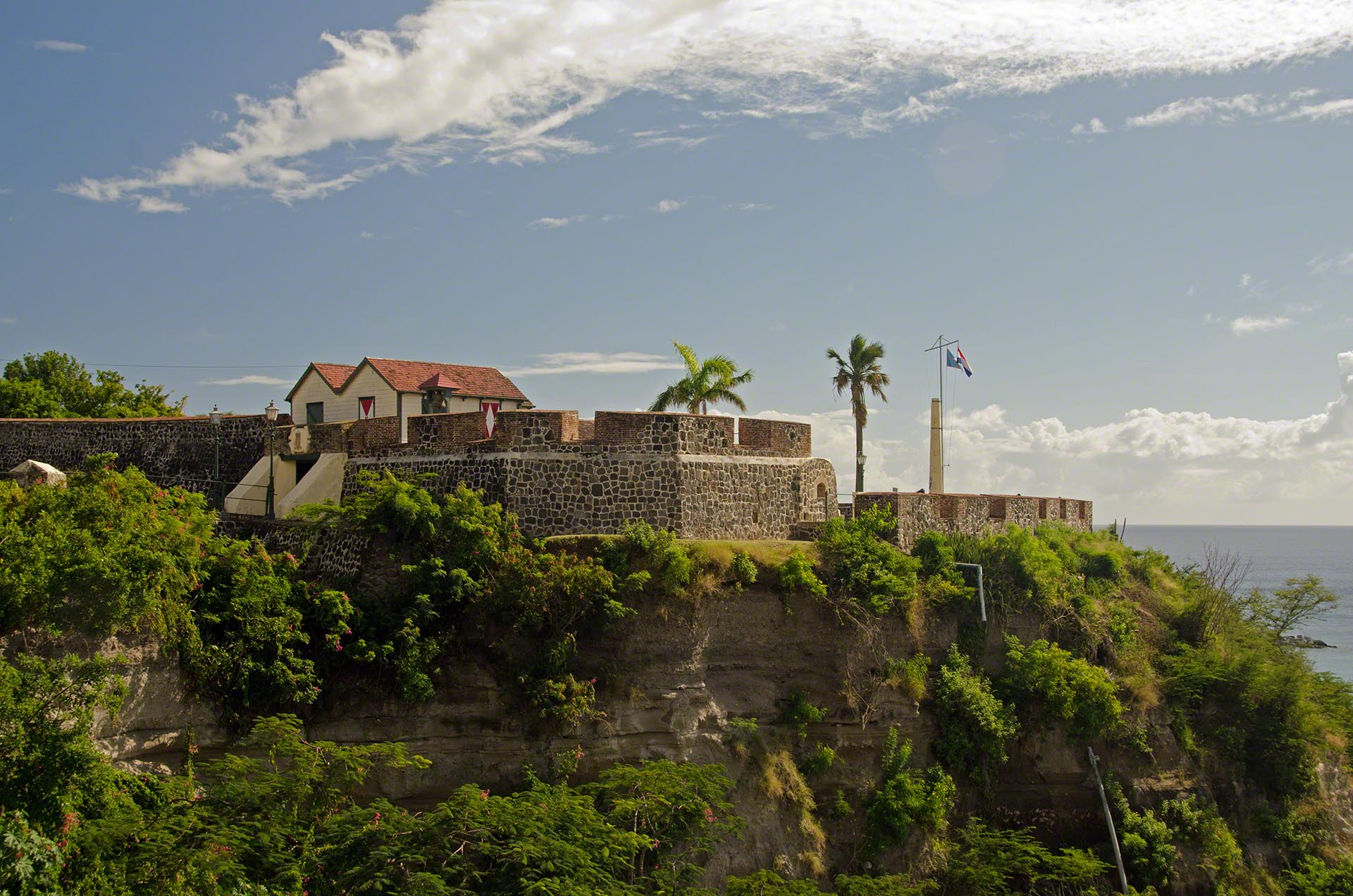
Fuerte Oranje en San Eustaquio, Países Bajos

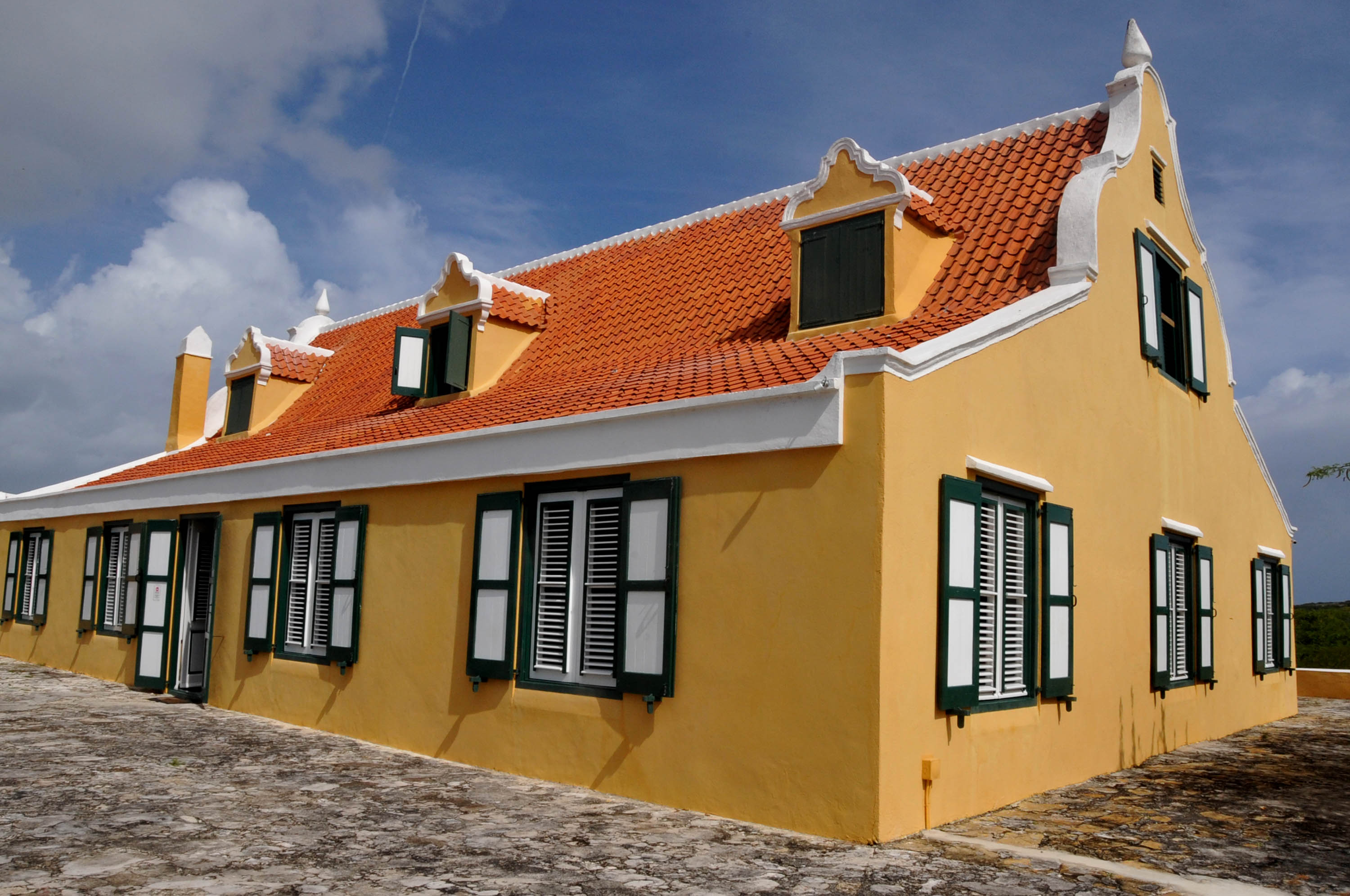
Casa grande de la plantación Savonet (1662) en Curazao.

En 1634, durante la guerra de los Ochenta Años con España, Johannes van Walbeeck bajo las órdenes de la Compañía Neerlandesa de las Indias Occidentales ocupó la española isla de Curazao. Ésta pertenecía a la provincia de Venezuela, con gobierno desde Coro, y sus habitantes españoles y arahuacos fueron desalojados. El interés de los neerlandeses radicaba en su puerto como base para el corso, el contrabando y el comercio. Las islas de Aruba, Bonaire, Saba y San Eustaquio fueron colonizadas por los neerlandeses en 1636. Tras un primer intento de anexión de San Martín que fue rechazado en la toma de San Martín (1633), la soberanía de neerlandesa fue reconocida en la Paz de Westfalia (1648). La isla fue dividida entre Países Bajos y Francia.  

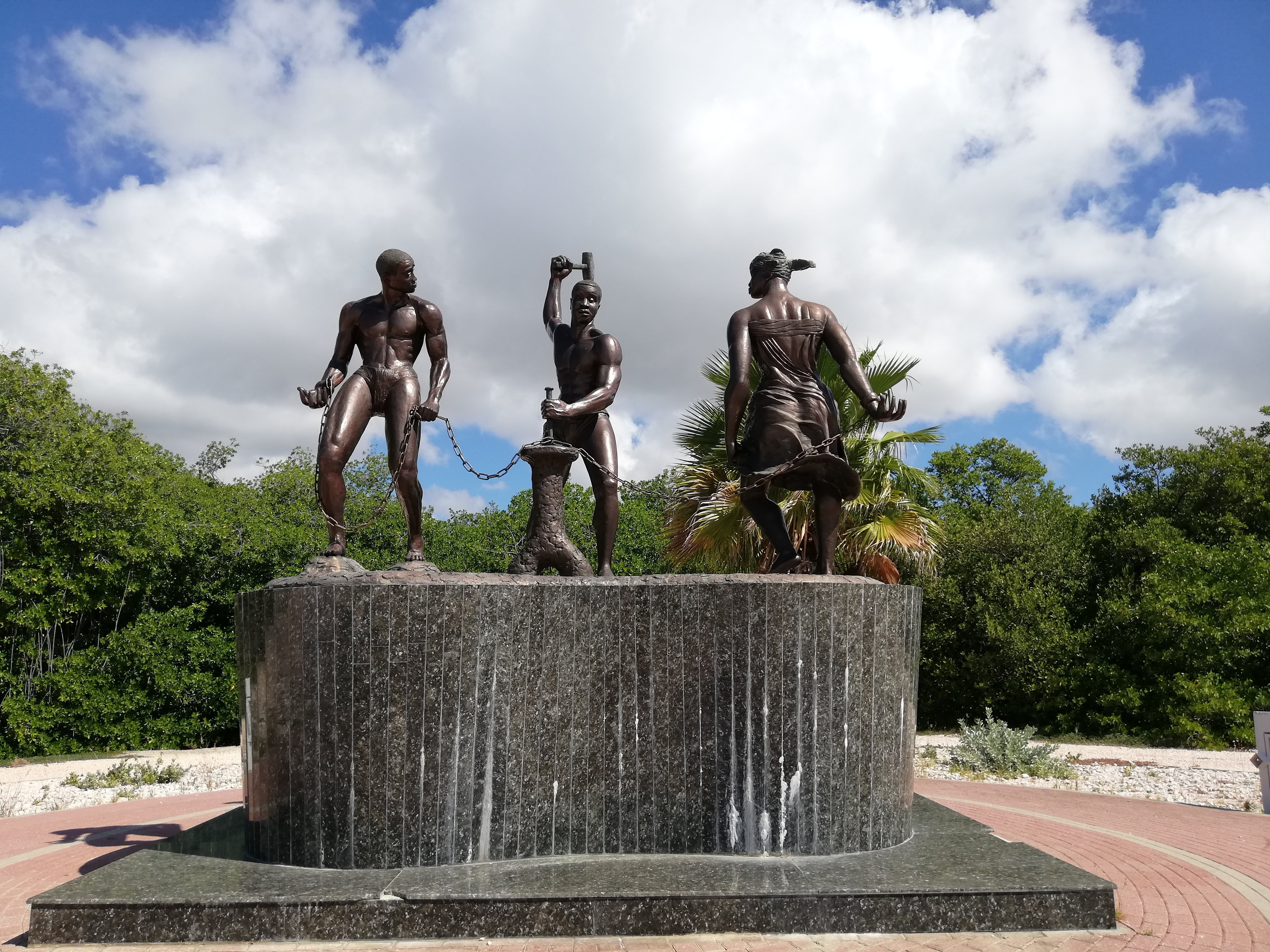
Monumento Desenkadená a la emancipación o Ketikoti de los esclavos (Willemstad, Curazao)

Tras la pérdida del Brasil holandés (1654) la Compañía Neerlandesa de las Indias Occidentales decidió impulsar  Curazao, desarrollando también el cultivo de caña de azúcar, maíz, sal (Bonaire) u otros cultivos con mano de obra esclava procedente del comercio triangular. El puerto libre de Curazao era el más importante centro de comercio internacional de esclavos en el Caribe. Las disputas con el resto de potencias europeas del Caribe relativas al control de este comercio dieron lugar al ataque del francés Jaques Cassard (1712) y a revueltas de esclavos de 1716, 1750 o la de Tula de 1795. En 1791 la propiedad de las islas y de los Katibu di Rei (esclavos en propiedad directa de Países Bajos) pasaron al control directo de Países Bajos bajo Guillermo V de Orange-Nassau. 
Durante las guerras de Coalición, de 1805 a 1816 la islas fueron ocupadas por Inglaterra. La esclavitud en las islas y en Surinam fue abolida en 1863, siendo los propietarios de esclavos compensados económicamente. De 1918 data la Refinería Isla de Curazao y de 1924 la Lago Oil & Transport de Aruba para el refinado del petróleo del vecino lago Maracaibo venezolano. 
En la actualidad, San Martín, y las antiguas Antillas Neerlandesas de Curazao, Aruba, Bonaire, Sint Eustatius y Saba son parte del Reino de los Países Bajos. 

## Brouwershaven (1643)
En 1643 se llevó a cabo un intento fallido de establecimiento en Valdivia (Chile), en la Capitanía General de Chile. Partiendo desde Mauritsstad en el Brasil Holandés se saqueó Carelmapu y se procedió a la ocupación de Valdivia renombrándola Brouwershaven, siendo inmediatamente evacuados por el jefe mapuche Manqueante de Mariquina. Ante la amenaza anexionista holandesa, se construyó el sistema de fuertes de Valdivia para reforzar la soberanía del virreinato del Perú sobre el territorio.

## Nova Hollandia (1675)
En 1675, durante la guerra franco-neerlandesa, Países Bajos invadió Fort Pentagouet (actual Castine, EE.UU), capital de la colonia francesa de Acadia. Pese a que fueron expulsados en 1676, la WIC reclamó en favor de Cornelius Van Steenwyk la soberanía de Acadia y Nova Scotia, a las que renunció en virtud de los tratados de Nimega (1678).